# 1997
Évszázadok: 19. század – 20. század – 21. század
Évtizedek: 1940-es évek – 1950-es évek – 1960-as évek – 1970-es évek – 1980-as évek – 1990-es évek – 2000-es évek – 2010-es évek – 2020-as évek – 2030-as évek – 2040-es évek
Évek: 1992 – 1993 – 1994 – 1995 –  1996 – 1997 – 1998 – 1999 – 2000 – 2001 – 2002

## Események

### Január
- január 1. – Magyar állampolgárok korlátozás nélkül vásárolhatnak külföldi valutát (a „turistakeret” megszűnése).[1]
- január 16. – Egy bonyolult piramisjáték bedőlése miatt tömeges tiltakozások törnek ki Albániában, amely rövidesen az albán polgárháborúvá eszkalálódik.
- január 16–17. – Javier Solana NATO–főtitkár – ausztriai látogatása során – tárgyalásokat folytat Franz Vranitzky osztrák szövetségi kancellárral.
- január 17. – Richard Holbrooke elsőként részesül a Manfred Wörner kitüntetésben, a jugoszláviai békéhez való hozzájárulása elismeréseként.
- január 19–21. – Jevgenyij Primakov orosz külügyminiszter és Javier Solana NATO–főtitkár részvételével – Moszkvában – megtartják a NATO–Oroszország dokumentumról szóló tárgyalások első fordulóját.
- január 20. – Megkezdődik Bill Clinton amerikai elnök második ciklusa.
- január 21. – Bécsben megkezdődnek az 1990. évi CFE-szerződés felülvizsgálását célzó tárgyalások.

### Február
- február 5–6. – Javier Solana NATO–főtitkár Ankarában Süleyman Demirel török elnökkel és Necmettin Erbakan kormányfővel tárgyal.
- február 14. – Átadják az első Balassi Bálint-emlékkardot – Bálint napján – a budai Gellért szállóban. Az európai irodalmi díjat az első alkalommal Tóth Bálint költő veszi át.
- február 18. – Madeleine Albright amerikai külügyminiszter első ízben vesz részt a NATO külügyminisztereinek értekezletén Brüsszelben, ahol javaslatot tesz egy állandó orosz–NATO dandár létrehozására.
- február 23. – Jevgenyij Primakov orosz külügyminiszter és Javier Solana NATO–főtitkár részvételével megtartják a NATO–Oroszország dokumentumról szóló tárgyalások második fordulóját.
- február 28. – Kitör a „Postabank-pánik, mely során a betétesek két hónap alatt a pénzintézet akkori forrásainak közel hatodát vették ki a bankból.

### Március
- március – Polgárháborús helyzetté fajul Albániában a piramisjáték összeomlása miatti tüntetés.
- március 7. – William Cohen amerikai védelmi miniszter első látogatása a NATO brüsszeli központjában.
- március 9–10. – Jevgenyij Primakov orosz külügyminiszter és Javier Solana NATO–főtitkár tárgyalásainak harmadik moszkvai fordulója a NATO és Oroszország közötti kapcsolatok alapjait megteremtő dokumentum tárgyában.
- március 11. – WEU–konferencia Athénben, amelyen biztonsági kérdéseket vitatnak meg a NATO és az Európai Unió bővítésének fényében.
- március 16. – Az EU külügyminiszterei találkozót tartanak a hollandiai Apeldoornban, és más kérdések mellett az EU bővítéséről is tárgyalnak.
- március 20–21. – Bill Clinton amerikai elnök és Borisz Jelcin orosz elnök Helsinkiben találkozik, hogy megvitassák a NATO–orosz kapcsolatok jövőjét.

### Április
- április 2. – Vilniusban a balti államok védelmi miniszterei tanácskoznak egy közös békefenntartó zászlóalj (BALTBAT) és egy közös haditengerészeti század (BALTRON) felállításának a lehetőségéről.
- április 15.
  - Megkezdődik a nemzetközi békefenntartók betelepítése az albániai háborús övezetekben, melynek első körében – az Olaszország által vezetett – 6 000 fős többnemzetiségű erő első csoportja megérkezik Tirana repülőterére.
  - Jevgenyij Primakov orosz külügyminiszter és Javier Solana NATO–főtitkár vezetésével Moszkvában megtartják a NATO–Oroszország közötti kapcsolatok alapjait megteremtő dokumentum tárgyalásának negyedik fordulóját.
  - A WEU–tagországok egyetértenek abban, hogy Törökországnak és Norvégiának – melyek nem tagjai a Nyugat-európai Uniónak –, megadják a lehetőséget, hogy részt vegyenek NATO–felszereléssel végrehajtott WEU–műveletekben.
- április 17.
  - 350 zarándok hal meg és több mint 1200 megsebesül a Mekka melletti rögtönzött táborban kitört tűzvészben.
  - Lengyelország bejelenti, hogy a következő hét év alatt 220 000-ről 180 000-re csökkenti fegyveres erőinek létszámát, hogy eleget tegyen a NATO előírásainak.
- április 24. – Az amerikai szenátus jóváhagyja a vegyi fegyverekre vonatkozó egyezményt, amely kimondja a vegyi fegyverek globális betiltását. (Az egyezmény április 29-én lép hatályba.)
- április 27. – Az ortodox húsvét ünnepén kihirdetik Teoctist bukaresti pátriárka – illetve a Szent Szinódus – döntését, miszerint az eddigi gyulai helynökséget püspöki rangra emeli.

### Május
- május 1. – Parlamenti választás Nagy-Britanniában, amelyen az addig 18 éve ellenzékben lévő, Tony Blair vezette Munkáspárt végez az első helyen.[2]
- május 3. – Kijevben aláírják a román-ukrán alapszerződést.
- május 6. – Javier Solana NATO–főtitkár Luxembourgban találkozik Jevgenyij Primakov orosz külügyminiszterrel, ahol megtartják a NATO–Oroszország közötti kapcsolatok alapjait megteremtő dokumentum tárgyalásának ötödik fordulóját.
- május 7. – Javier Solana ukrajnai látogatása során megbeszélést folytat Leonyid Kucsma elnökkel és megnyitja a NATO kijevi Információs és Dokumentációs Központját.
- május 10. – Iránban több mint 4000 ember hal meg egy 7,1-es erősségű (Richter-skála) földrengésben.
- május 12–13. – A WEU rendezésében 28 európai ország külügy- és védelmi miniszterei tanácskoznak Párizsban, hogy védelmi kérdéseket vitassanak meg.
- május 13–14. – Javier Solana főtitkár Moszkvában találkozik Jevgenyij Primakov orosz külügyminiszterrel, ahol megtartják a NATO és Oroszország közötti kapcsolatok alapjait megteremtő dokumentum tárgyalásának hatodik fordulóját.
- május 14. – Jevgenyij Primakov orosz külügyminiszter megállapodik Javier Solana főtitkárral a „NATO és az Oroszországi Föderáció közötti kölcsönös kapcsolatokról, együttműködésről és biztonságról szóló Alapokmányról”.
- május 22. – Borisz Jelcin orosz elnök leváltja Igor Rogyionov védelmi minisztert és helyére Igor Szergejevet nevezi ki.
- május 22–25. – NATO Express néven Kecskeméten rendezik a második magyarországi repülőnapokat.
- május 27. – Párizsban megtartják a NATO–Oroszország csúcstalálkozót, ahol aláírják a NATO és az Oroszországi Föderáció között létrejövő kölcsönös kapcsolatokról, együttműködésről és biztonságról szóló Alapokmányt.
- május 30.
  - A portugáliai Sintrában megtartják az Észak-atlanti Együttműködési Tanács (NACC) záróülését.
  - Az Euro-atlanti Partnerségi Tanács (EAPC) alakuló ülése a portugáliai Sintrában, ahol a NATO és az együttműködő partnerországok külügyminiszterei jóváhagyják az EAPC alapokmányt.
- május 31. – Aláírják az orosz–ukrán barátsági szerződést.

### Június
- június közepe – Híveinek egy kis csoportjával elmenekül Pol Pot volt kambodzsai diktátor.
- június 2. – Románia és Ukrajna barátsági és együttműködési szerződést ír alá.
- június 10. – II. János Pál pápa hatodik zarándokútját teszi szülőhazájában, Lengyelországban, s Krakkóban elkészül a II. János Pál pápa-halom.
- június 12–13. – A NATO védelmi minisztereinek éves tavaszi ülése Brüsszelben.
- június 16–17. – Az Európai Tanács amszterdami csúcsértekezlete elfogadja az EU új szerződését, de nem tesz jelentős lépést a közös védelem irányításával kapcsolatban; továbbra is a WEU marad az a független testület, amely az Európai Unió nevében humanitárius, békefenntartó és válságkezelő feladatokat vállal.
- június 16–27. – Lengyelországban és Németországban megtartják a „Balti műveletek 1997” (BALTOPS ’97) elnevezésű PfP haditengerészeti gyakorlatot, melynek célja a tengeri kutatási és mentési műveletek, a parti megfigyelés és a vámintézkedések betartásának gyakorlása.
- június 20. – Egy dunaharaszti bejelentésre kirendelt tűzszerész járőrparancsnok és társa – Csorna István főtörzsőrmester és Szabó Norbert honvéd (posztumusz hadnagyok) – egy aknavetőgránát hatástalanítása közben életüket vesztik.[3]
- június 20–22. – A „G7” csúcsértekezlethez csatlakozik Oroszország, amely ezután „G8” néven szerepel.
- június 22. – Az Albacomp férfi kosárlabda csapata először nyer magyar bajnokságot.
- június 23. – Constantin Degeratu román vezérkari főnök magyar partnere, Végh Ferenc altábornagy, vezérkari főnök meghívására Budapestre érkezik kétnapos hivatalos látogatásra, melynek során egy közös magyar–román békefenntartó zászlóalj létrehozásáról tárgyalnak.
- június 26. – A genfi Leszerelési Konferencián döntést hoznak a gyalogsági aknák fokozatos felszámolásáról.
- június 27. – A Moszkvában megkötött egyezménnyel véget ért a tádzsik polgárháború.

### Július
- július 1. – 156 éves brit fennhatóság után Hongkong visszakerül Kínához.[4]
- július 8-9. – NATO csúcsértekezlet Madridban. Hivatalosan is felkérték Magyarországot, Csehországot és Lengyelországot az Észak-atlanti Szerződés Szervezetébe való belépésre. Wesley Clark amerikai tábornok
- július 11.

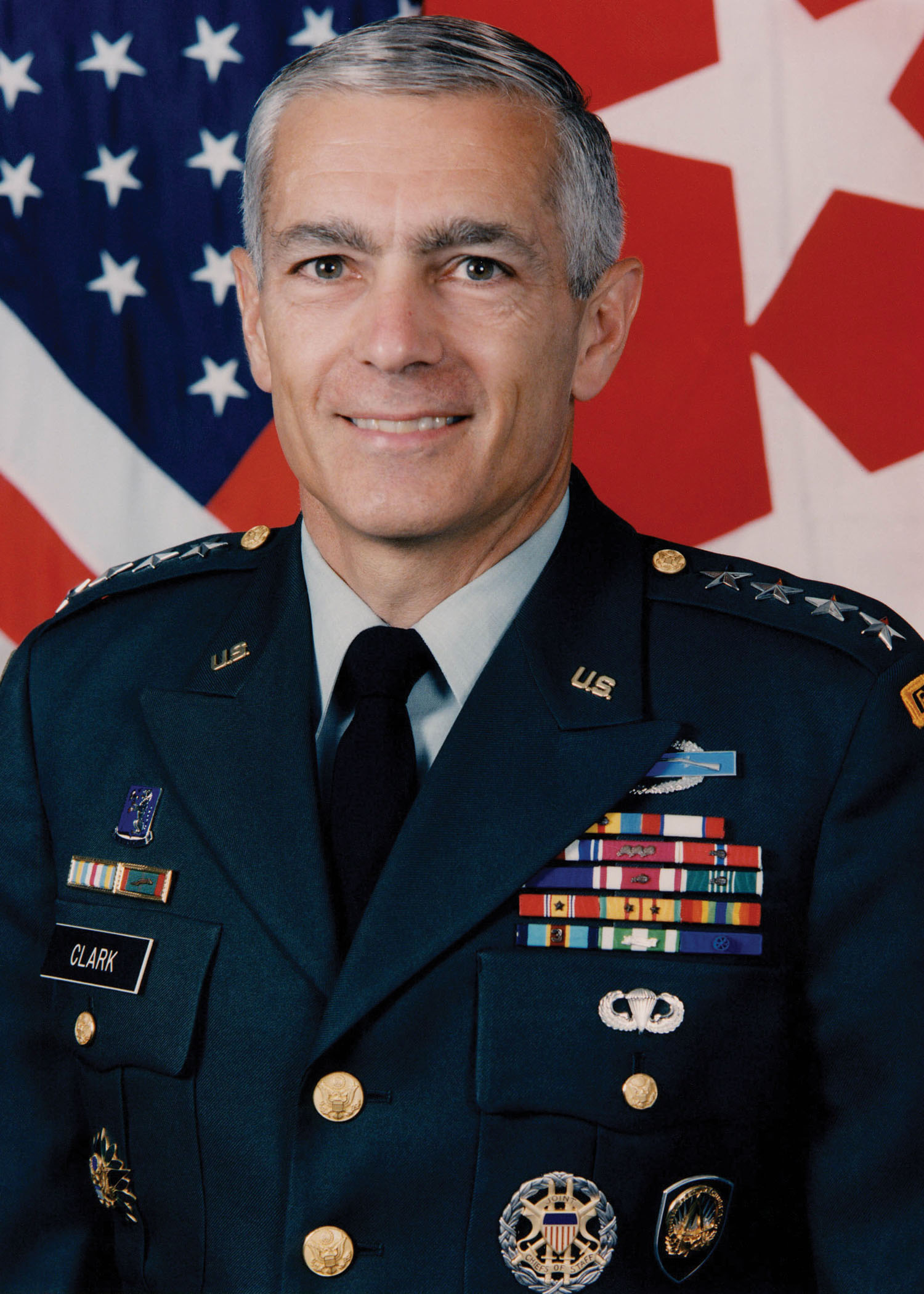
Wesley Clark amerikai tábornok

  - Bukarestbe látogatott Bill Clinton amerikai elnök.
  - George Joulwan tábornok utódaként Wesley Clark amerikai hadseregtábornokot nevezik ki a Szövetséges Fegyveres Erők európai legfelső parancsnokává (SACEUR).
- július 15. – Slobodan Miloševićet választja jugoszláv elnökké a szövetségi parlament.
- július 18. – Brüsszelben – nagyköveti szinten – megtartja első ülését a NATO–Oroszország Állandó Közös Tanács (PJC), amelyen megállapodnak a szervezeti és eljárási kérdésekről.
- július 23. – A jugoszláv elnöki székben Slobodan Milošević váltja Zoran Lilićet.

### Augusztus
- augusztus 14. – Szendi József veszprémi érsek nyugállományba vonul.
- augusztus 31. – Diána walesi hercegné halálos autóbalesetet szenved Párizsban.

### Szeptember
- szeptember 10. – Magyarország képviselői megkezdik a csatlakozási tárgyalásokat a NATO-val.
- szeptember 16. – Lengyelország képviselői megkezdik a csatlakozási tárgyalásokat a NATO-val.
- szeptember 21. – Jobboldali győzelem a lengyelországi általános választásokon.
- szeptember 22.-szeptember 23. – A bentalhai mészárlás, fegyveres iszlamista terroristák tömeggyilkosságot hajtanak végre egy Algír környéki faluban.
- szeptember 23. – Csehország képviselői megkezdik a csatlakozási tárgyalásokat a NATO-val.
- szeptember 26. – A NATO és Oroszország külügyminiszterei első alkalommal találkoznak a NATO–Oroszország Állandó Közös Tanács keretében.
- szeptember vége – Az utóbbi hónapokban 500 ezer ember halt éhen Észak-Koreában.

### Október
- október 1.
  - Igor Szergejev orosz védelmi miniszter a NATO védelmi minisztereivel folytatott megbeszélésen bejelenti, hogy Oroszország a közeljövőben katonai összekötő tisztet küld a szövetség brüsszeli központjába.
  - Pétfürdő különválik Várpalotától.
- október 2–8. – A Bolgár Atlanti Klub szervezésében az Atlanti Szerződés Társasága közgyűlést tart Szófiában.
- október 3. – Magyarország vonatkozásában hatályba lép a védjegyek nemzetközi lajstromozásáról szóló Madridi Megállapodáshoz kapcsolódó 1989. évi Jegyzőkönyv.
- október 9. – Ukrajna és Magyarország – a NATO-n kívüli országok közül – elsőkként nyitják meg diplomáciai missziójukat a szövetségnél.
- október 13. – Bukarestben kezdetét veszi az Észak-atlanti Közgyűlés 43. éves ülése.
- október 15. – A ThrustSSC nevű sugárhajtású jármű 1228 km/h-ra javítja az autók szárazföldi sebességi rekordját
- október 19. – A Crna Gora-i elnökválasztás második fordulója, ahol a reformer Milo Đukanović győz.

### November
- november 9. – II. János Pál pápa boldoggá avatja Apor Vilmost, a szovjet katonák által 1945-ben meggyilkolt vértanú püspököt.
- november 11. – az UNESCO Közgyűlése elfogadta az Emberi Génállomány és Emberi Jogok Egyetemes Nyilatkozatát.
- november 11. – Mary McAleese Írország nyolcadik elnöke.
- november 13. – Magyarországon megalakul az Országos Igazságszolgáltatási Tanács.
- november 14.
  - Irak kiutasítja területéről az ENSZ fegyverzet–ellenőrző és megsemmisítő bizottságának amerikai tagjait.
  - A magyar részvények közül elsőként a Matáv papírjai jelennek meg a New York-i tőzsdén, 730 Ft-os áron.
- november 15. – Kínában csaknem nyolcévi börtön után szabadon engedik az egyik legismertebb ellenzéki politikust, Vej Csing-senget, aki az Egyesült Államokba távozhatott.
- november 16. – Népszavazást tartanak Magyarországon a NATO-csatlakozásról.[5]
- november 18. – A németországi Erfurtban zajló WEU külügy- és védelmi miniszteri tanácskozáson megegyeznek az EU és a WEU elnökségének összehangolásáról.
- november 21. – Budapesti taxisgyilkosság
- november 24. – Csődöt jelent a negyedik legnagyobb japán brókerház, a Yamaichi Securities.
- november 30. – Lemond Václav Klaus cseh miniszterelnök, helyére – ideiglenes jelleggel – a technokrata Josef Tosovsky, addigi jegybankelnök kerül.

### December
- december 2–3. – A NATO–Oroszország Állandó Közös Tanács első, védelmi miniszteri szintű értekezlete.
- december 4. – Miskolcon gyújtogatás áldozata lesz a szecessziós Deszkatemplom.
- december 16. – Ukrajna és a NATO memorandumot ír alá a polgári védelmi tervezésről és a válságkezelésről.
- december 16–17. – A NATO–külügyminiszterek az érintett országok külügyminisztereinek jelenlétében aláírják a Csehország, Magyarország és Lengyelország csatlakozásáról szóló jegyzőkönyvet.
- december 23. – A honvédelmi miniszter 115/1997. számú határozatával, a haderő-átalakítás során felszámolt 7. (Keszthely), 14. Rába (Győr) és 15. Kalocsa (Kalocsa) légvédelmi rakétaezredek bázisán – Győr helyőrségben – megalakul a 12. vegyes légvédelmi rakétaezred.[6]
- december 24. – Sikertelenül indítják a kínai AsiaSat-3 távközlési műholdat.

## Az év témái

### 1997 a filmművészetben
- Titanic

### 1997 az irodalomban
- június 26. – Angliában megjelenik a Harry Potter és a bölcsek köve, a világhírű Harry Potter-sorozat első kötete a Bloomsbury Children’s Books kiadó jóvoltából.

### 1997 a sportban
- Jacques Villeneuve (Williams-Renault) megnyeri a Formula 1-es világbajnokságot. Michael Schumachert kizárják.
- Az MTK nyeri az NB 1-et. Ez a klub 20. bajnoki címe.

### 1997 a televízióban
- június 27-én megkezdi adását a VIVA Z+ néven
- augusztus 13-án először sugározzák a South Park rajzfilmet Amerikában
- október 4-én elkezdi adását a TV2
- október 7-én, három nappal a rivális csatorna indulása után megkezdi kísérleti adását az RTL Klub (ma RTL)
- október 27-én hivatalosan elkezdi adását az RTL Klub (ma RTL)
- műholdas lett a Magyar Televízió 2-es programja

### 1997 a tudományban
- április 11., James Parkinson, a róla elnevezett betegség tünetegyüttesét leíró angol sebészorvos születésnapja a Parkinson-kór világnapja lett.
- június 24. – A Mir űrállomásnak ütközik egy orosz Progress típusú teherűrhajó. Az űrállomás egyik modulja jelentősen megrongálódott, az energiatermelés drasztikusan lecsökkent, de az űrhajósok biztonságban megúszták.
- július 4. – Leszáll a Marsra a Mars Pathfinder amerikai űrszonda.
- október 15. –  Floridából útnak indul a Cassini űrszonda. (Az eredetileg négyévesre tervezett küldetés 2017-ben – a Szaturnusz légkörében történő megsemmisülésével – fejeződött be.)[7]

### 1997 a zenében
- A kiátkozott – rockballada
- All Saints: All Saints
- Aaliyah: One in a Million
- Alannah Myles: Arival
- Aradszky László: Különös Boldogság
- Aerosmith: Nine Lives
- INXS: Elegantly Wasted
- Charlie: Annyi minden történt
- Carpe Diem: Álomhajó
- Captain Jack: Operation Dance
- Tátrai Band: Különös álom
- Aqua: Aquarium
- AC/DC: Bonfire Box Set
- Dolly Roll: Tipi-Tapi Meseországban
- Duran Duran: Medazzaland
- Joe Cocker: Across from Midnight
- Backstreet Boys: Backstreet's Back
- Korda György Balázs Klári: Gondolj a szép napokra / Aranyalbum [CD]
- Baby Sisters: Jó estét nyár, jó estét szerelem
- Bee Gees: Still Waters
- Bestiák: Bestiák
- Bon-Bon: Csak a holnapnak élek
- Whitesnake: Restless Heart
- Céline Dion: Let's Talk About Love
- Chris Norman: Into the Night / Christmas Together
- Missy Elliott: Supa Dupa Fly
- Cseh Tamás–Bereményi Géza: A telihold dalai
- Halász Judit: Hangzó Biblia (Halász Judit előadásában)
- Depeche Mode: Ultra
- Enya: Paint the Sky with Stars
- Edda Művek: Edda 20. / Lírák II.
- Happy Gang: Freestyle
- Zámbó Jimmy: Best of I. / Best of II.
- C-Block: General Population
- Genesis: Calling All Stations
- Hip Hop Boyz: V. / The Best 4 Hip Hop Boyz / Best Of Hip Hop Boyz
- Janet Jackson: The Velvet Rope
- Enrique Iglesias: Vivir
- Fresh: Fresh Láz
- Hooligans: Nem hall, nem lát, nem beszél
- Junkies: Nihil
- Kovács Kati: Különös utakon
- Kovács Ákos: Beavatás / ÚjRaMIX
- Kozmix: Lázadás!
- Kylie Minogue: Impossible Princess
- Koncz Zsuzsa: Ég és föld között
- Limp Bizkit: Three Dollar Bill Y'all$
- Manhattan: Ugyanaz a tűz
- Mariah Carey: Butterfly
- Metallica: ReLoad
- Michael Jackson: Blood on the Dance Floor
- ’N Sync: ’N Sync
- Nana: Nana
- Natalie Imbruglia:  Left of the Middle
- Nightwish: Angels Fall First, The Carpenter
- Nine Inch Nails: Closure
- The Prodigy: The Fat of the Land
- The Rolling Stones: Bridges to Babylon
- Radiohead: OK Computer
- Lisa Stansfield: Lisa Stansfield
- Lutricia McNeal: My Side of Town
- Pap Rita: Miss Pipi
- Paul Young: Paul Young
- Pa-dö-dő: Nekünk nyolc
- Rammstein: Sehnsucht
- Ricchi e Poveri: Piccolo Amore
- Robbie Williams: Life thru a Lens
- Sean Combs: No Way Out
- Scooter: Age of Love
- Shakira: The Remixes
- Soho Party: Discovery
- Supertramp: Some Things Never Change
- Spice Girls: Spiceworld
- Szandi: Dancing flame
- Queen: Queen Rocks
- Tankcsapda: Connektor :567:
- Texas: White on Blonde
- TNT: Bomba
- Thalía: Nandito Ako, Amor a la mexicana
- The Rolling Stones: Bridges to Babylon
- The Verve: Urban Hymns
- Tolcsvay László: Fehér zaj
- Unisex: Szebb holnap
- Vincze Lilla: Mély kék
- V.I.P.: V.I.P.
- Will Smith: Big Willie Style
- Zoltán Erika: Mr. Hóember

## Születések
- január 13. – Egan Bernal kolumbiai kerékpárversenyző
- január 31. – Donte DiVincenzo amerikai kosárlabdázó
- február 10. – Chloë Grace Moretz amerikai színésznő
- február 15. – Will Palmer angol autóversenyző
- február 23. – Jamal Murray kanadai kosárlabdázó
- február 28. – Virginia Thrasher olimpiai bajnok amerikai sportlövő
- március 3. – Camila Cabello kubai énekesnő
- március 26. – Wenyen Gabriel dél-szudáni-amerikai kosárlabdázó
- április 1. – Asa Butterfield angol színész
- április 10. – Vlatko Čančar szlovén kosárlabdázó
- április 13. – Kyle Walker-Peters angol labdarúgó
- április 18. – Robert Glință román úszó
- április 21. – Bereczki Gergely, a Barátok közt Bandikája
- április 22. – Csősz Richárd magyar labdarúgó
- április 27. – Sébastien Kouma mali úszó
- május 22. – Lauri Markkanen finn kosárlabdázó
- július 18. – Bam Adebayo amerikai olimpiai bajnok kosárlabdázó
- július 26. – Urbányi Zóra "Zorka" magyar énekesnő
- július 31. – Thomas Bryant amerikai kosárlabdázó
- augusztus 5.
  - Adam Irigoyen amerikai színész
  - Jack White ausztrál kosárlabdázó
- augusztus 6. – Vörös Kinga, a Barátok közt Kamillája
- augusztus 18. – İdris Nebi Taşkan török színész
- augusztus 19. – Esztergályos Patrik ifjúsági olimpiai bajnok magyar párbajtőröző
- szeptember 7. – Dean-Charles Chapman angol színész
- szeptember 9. – Szabó Balázs Máté magyar humorista
- szeptember 17. – Kardos Botond magyar tornász
- szeptember 28. – Xaver Schlager osztrák labdarúgó
- szeptember 30. – Max Verstappen holland autóversenyző, Formula–1 pilóta
- október 7. – Kira Kosarin amerikai színésznő
- október 8. – Bella Thorne amerikai színésznő, modell
- október 16. – Charles Leclerc monacói autóversenyző
- október 23. – Philippe Gagné ifjúsági olimpiai ezüstérmes kanadai műugró
- október 31. – Marcus Rashford angol válogatott labdarúgó
- november 6. – Hero Fiennes Tiffin angol színész, modell
- december 2. – Afra Saraçoğlu török színésznő
- december 20. – De’Aaron Fox amerikai kosárlabdázó

## Halálozások 1997-ben
- március 15. – Victor Vasarely (születési nevén Vásárhelyi Győző) magyar-francia festő, az op-art jelentős képviselője
- augusztus 31. – Diána walesi hercegné

## Nobel-díjak
| Fizikai            | Steven Chu, Claude Cohen-Tannoudji, William D. Phillips  |
| Kémiai             | Paul D. Boyer, John E. Walker, Jens Christian Skou       |
| Orvosi-fiziológiai | Stanley B. Prusiner                                      |
| Irodalmi           | Dario Fo olasz drámaíró                                  |
| Béke               | International Campaign to Ban Landmines és Jody Williams |
| Közgazdasági       | Robert Merton, Myron Scholes                             |